# Persistencia acústica
Se conoce como persistencia acústica al fenómeno por el cual el cerebro humano interpreta como un único sonido dos sonidos diferentes recibidos en un corto espacio de tiempo. Para que el oído perciba dos sonidos como diferentes, ambos sonidos deben tener una diferencia entre sí de al menos 70 ms para sonidos secos (palabra) y 100 ms para sonidos complejos.
Si consideramos que la velocidad del sonido es de 344 m/s, para que se perciban dos sonidos como distintos la diferencia entre el recorrido directo y el recorrido reflejado del sonido debe ser de al menos aproximadamente 34 metros. En el caso de que fuente y emisor estén muy cerca, esto implica que según la distancia al plano reflector:
- Por encima de 17 m tenemos eco, porque el oído capta el sonido original y el sonido reflejado como dos sonidos distintos.
- Por debajo de una décima de segundo o de 17 m tenemos reverberación.

Reverberación y eco pueden coexistir si hay varios obstáculos a diferentes distancias.